# Sugar Baby Love
Sugar Baby Love, aufgenommen im Herbst 1973 und veröffentlicht im Januar 1974, ist ein Bubblegum-Popsong und die Debütsingle von The Rubettes. Geschrieben von Wayne Bickerton und Tony Waddington, produziert von Bickerton, erstellt von John Mackswith in den Lansdowne Recording Studios und mit dem Gesang von Paul Da Vinci, war Sugar Baby Love die einzige Nummer-eins-Single der Band in den britischen Singlecharts und hielt sich im Mai 1974 vier Wochen lang an der Spitze der Charts.

## Entstehung des Liedes
Bickerton und Waddington schrieben gemeinsam Songs, seit sie Anfang der 1960er-Jahre beide Mitglieder der Pete Best Four in Liverpool waren. Ihr größter Erfolg war der Song Nothing but a Heartache, ein US-Hit für The Flirtations im Jahr 1968.
Zu Beginn der 1970er Jahre hatten sie die Idee für ein Rock-’n’-Roll-Musical. Sie schrieben und produzierten gemeinsam eine Demoaufnahme von Sugar Baby Love, die im Oktober 1973 zusammen mit Tonight, Juke Box Jive und Sugar Candy Kisses (das ein Hit für Mac and Katie Kissoon wurde) aufgenommen wurde. Ursprünglich wollten sie den Song für den Eurovision Song Contest einreichen, boten ihn aber stattdessen Showaddywaddy und Carl Wayne an, die jedoch beide ablehnten.
Schließlich boten sie es den Demomusikern an, unter der Bedingung, dass sie eine richtige Gruppe werden würden, mit Ausnahme des Leadsängers der Aufnahme, Paul Da Vinci, der einen Solovertrag mit Penny Farthing Records unterzeichnet hatte. Überraschenderweise meldeten sich nur John Richardson, der Schlagzeug spielte und das „please take my advice“ sprach, Alan Williams, der im Chor sang und Pete Arnesen, der Klavier spielte, an und wurden später Mitglieder von The Rubettes.
Bickerton sagte:

„Wir hatten Paul DaVinci, der mit dieser unglaublich hohen Falsettstimme sang, und dann sang eine Gesangsgruppe etwa 3 Minuten lang immer wieder 'Bop-shu-waddy'. Gerry Shury, der die Streicherarrangements gemacht hatte, sagte: Das wird nicht funktionieren: Du kannst nicht eine Gesangsgruppe haben, die pausenlos 'Bop-shu-waddy' singt. Viele Leute sagten uns das Gleiche, und umso entschlossener wurde ich, es zu veröffentlichen. Die Platte lag 6 oder 7 Wochen lang in der Schublade, dann bekamen wir eine Chance bei Top of the Pops und sie ging ab wie eine Rakete und verkaufte sich weltweit 6 Millionen Mal. Gerry sagte zu mir: Ich halte meinen Mund und konzentriere mich darauf, die Streicher zu dirigieren.“

## Rezeption

### Charts und Chartplatzierungen
| ChartsChartplatzierungen       | Höchstplatzierung | Wochen/ Monate |
| ------------------------------ | ----------------- | -------------- |
| Deutschland (GfK)              | 1 (25 Wo.)        | 25 Wo.         |
| Österreich (Ö3)                | 1 (6 Mt.)         | 6 Mt.          |
| Schweiz (IFPI)                 | 1 (20 Wo.)        | 20 Wo.         |
| Vereinigtes Königreich (OCC)   | 1 (10 Wo.)        | 10 Wo.         |
| Vereinigte Staaten (Billboard) | 37 (10 Wo.)       | 10 Wo.         |

| ChartsJahrescharts (1974) | Platzierung |
| ------------------------- | ----------- |
| Deutschland (GfK)         | 1           |
| Österreich (Ö3)           | 3           |
| Schweiz (IFPI)            | 3           |

### Auszeichnungen für Musikverkäufe
Sugar Baby Love bekam je in Deutschland und dem Vereinigten Königreich eine Goldene Schallplatte für über 500.000 verkaufte Einheiten. Weltweit verkaufte sich die Single über sechs Millionen Mal.
| Land/Region                  | Auszeichnungen für Musikverkäufe (Land/Region, Auszeichnung, Verkäufe) | Verkäufe  |
| ---------------------------- | ---------------------------------------------------------------------- | --------- |
| Deutschland (BVMI)           | Gold                                                                   | 500.000   |
| Vereinigtes Königreich (BPI) | Gold                                                                   | 500.000   |
| Insgesamt                    | 2× Gold ·                                                              | 1.000.000 |